# Grote Prijs van Portugal
De GP van Portugal was een driedaagse wielerwedstrijd in Portugal die plaatsvindt in de buurt van Guarda in het noordoosten van Portugal. Hij werd voor het eerst verreden in 2007 en is voorbehouden aan renners onder de 23 jaar. Tot 2010 behoorde hij tot de UCI Nations Cup U23.

## Lijst van winnaars

### Meervoudige winnaars
| Overwinningen | Renner          | Land     | Jaren       |
| ------------- | --------------- | -------- | ----------- |
| 2             | Vitor Rodrigues | Portugal | 2007 + 2008 |

### Overwinningen per land
| Overwinningen | Land                 |
| ------------- | -------------------- |
| 2             | Portugal             |
| 1             | Colombia , Nederland |